# Темнохвостый лавровый голубь
Темнохвостый лавровый голубь, или канарский голубь (лат. Columba bollii), — редкая птица семейства голубиных. Эндемик канарских островов Пальма, Тенерифе, Гомера и Иерро. Крупный тёмно-серый голубь с зелёными и розовым блеском на затылке и медно-коричневыми пятнами на шее, по краю хвоста проходит тёмная полоса. Питается в основном фруктами, большую часть рациона составляют плоды лавра. Откладывает одно яйцо, из которого вылупляется голый и беспомощный птенец.
Вид был описан британским орнитологом Фредериком Дьюкейном Годманом в 1872 году. Долгое время считался близкородственным белохвостому лавровому голубю (Columba junoniae), который также населяет Канарские острова, или серебристошейному голубю (Columba trocaz), обитающему на Мадейре. Последние исследования показывают, что он является сестринским видом по отношению к вяхирю (Columba palumbus), широко распространённому в континентальной Европе и Северной Африке.

## Описание
Крупный стройный голубь с длиной тела 35—37 см и размахом крыльев 65—68 см. Как и прочие голубиные, обладает плотным телосложением с небольшой головой, относительно тонкой и короткой шеей, длинными и острыми крыльями и хвостом средней длины. Оперение в основном тёмно-серое, маховые перья — чернее, а хвост — светлее, по краю хвоста проходит тёмная полоса. Затылок переливается зелёным и розовым блеском, с каждой стороны шеи — небольшие медно-коричневые пятна. Оперение груди красноватое. Радужка глаза — жёлтая, клюв — красный. Ноги красные. Половой диморфизм отсутствует. Цвет молодых особей обычно более тусклый, с коричневым, без блеска, оперением в верхней части, и тёмно-жёлтыми кончиками кроющих перьев крыла и перьев над лопатками; оперение снизу более рыжевато-коричневое, клюв — чёрный, ноги — красно-коричневые.
Темнохвостый лавровый голубь очень похож на серебристошейного (Columba trocaz), обитающего на острове Мадейра. Вместе с тем, у последнего серебристо-серые пятна на шее (против медно-коричневых). На Канарских островах данный вид можно спутать только с белохвостым лавровым голубем, у которого тёмно-коричневое оперение и светлая полоса по краю хвоста, и тёмной морфой сизого голубя (Columba livia).
Как и прочие голубиные, обладает зычным голосом, который хорошо слышно. В основе вокализации темнохвостого лаврового голубя лежит слабая ритмичная фраза, состоящая из четырёх частей «rrruh-rrruh-rruuhr-huh!». Эту фразу птицы повторяют с очень короткими паузами, создавая впечатление непрерывного воркования. Другой песней является грубый «owrrrh-rhrrrh», который повторяется с заметными паузами и напоминает песню вяхиря (Columba palumbus).

## Распространение
Темнохвостые лавровые голуби обитают на западных Канарских островах Пальма, Гомера, Тенерифе, Иерро, принадлежащих Испании. На острове Тенерифе птицы в основном встречаются в горах Анага, Тено и в районе Лос-Силос, на острова Пальма — около Сан-Андрес-и-Саусес, на острове Гомера — на территории национального парка Гарахонай, а на острове Иерро — в районах исп. Golfo и исп. Sabinosa. Ранее птицы обитали на острове Гран-Канария, где последний раз их наблюдали, вероятно, в 1889 году. Чаще всего птицы заселяют возвышенности, открытые северо-восточным пассатам. На Тенерифе высота над уровнем моря обычно составляет 1300—1500 м, но птицы могут опускаться до высоты 600 метров. Расширенная площадь ареала составляет 15 400 км².
Птицы обитают в густых лавровых лесах, представленных лавровыми (Lauraceae), вересковыми (Ericaceae) и розовыми (Rosaceae). В горных районах и оврагах основными видами растительности являются лавр азорский (Laurus azorica) и окотея зловонная (Ocotea foetens), на более открытых участках — Myrica faya и эрика древовидная (Erica arborea). Иногда птицы перемещаются в открытую местность, могут встречаться в смешанных сосновых лесах. В разгар дня прячутся от жары в тени лавровых деревьев. Вместе с тем, они сильнее, чем белохвостые лавровые голуби, избегают ферм и деградированных лесов.

### Охранный статус
Международный союз охраны природы с 2011 года относит птиц к видам, вызывающим наименьшие опасения, с 1996 года их относили к уязвимым видам, а с 2000 года — к видам, близким к уязвимому положению. Темнохвостый лавровый голубь охраняется директивой Европейского союза.
С середины XV века лавровые леса в регионе существенно сократились и сейчас составляют до 35-40 % от первоначальных площадей. По-видимому, темнохвостый лавровый голубь сильнее страдает от разрушения среды обитания, чем белохвостый, он реже встречается в районах с автодорогами. Серьёзную угрозу представляют незаконная охота, в основном на Тенерифе и Гомере, и интродуцированные хищники — кошки и крысы. Вместе с тем, из-за того, что птицы строят гнёзда на деревьях, а не на земле, последние представляют меньшую угрозу популяции темнохвостого лаврового голубя по сравнению с белохвостым, который строит гнёзда на земле. Возможно, птицы страдают от туберкулёза и птичьей чумы.
В 1980 году численность темнохвостого лаврового голубя оценивалась в 1160—1315 особей. В 1994 году насчитывалось около 1700 птиц, из них 350—400 на Тенерифе, 250—300 на Пальме, более 1000 на Гомере и 10-15 на Иерро. В 2001 году численность составляла около 6000 особей, из них около 2000 на Тенерифе, более 3000 на Пальме, более 1000 на Гомере. В 2007 году по оценке испанского орнитологического общества и BirdLife в Испании общая численность оценивалась в 5000—20000 птиц, что эквивалентно 3300—13000 взрослых особей.

## Питание
Основу рациона темнохвостого лаврового голубя составляют фрукты. Летняя диета включает персею индийскую (Persea indica), Rhamnus glandulosa, Picconia excelsa, Apollonias barbujana, лавр азорский, окотею зловонную и Myrica faya; зимняя — представителей родов лавр (Laurus), восковница (Myrica), жостер (Rhamnus), а также Ilex canariensis. Как показал сравнительный анализ фекалий, плоды лавра составляют большую часть рациона темнохвостого лаврового голубя по сравнению с белохвостым. Сезонное значение в рационе имеют листья, почки, побеги, голуби могут питаться зерном и беспозвоночными.
Птицы могут собираться на фруктовых деревьях стаями до 50 особей. Они срывают плоды с деревьев, либо питаются на земле. В конце лета птицы перелетают на более низкие высоты за спелыми злаками и фруктами.

## Размножение
Сезон размножения темнохвостого лаврового голубя продолжается с января по сентябрь, с пиком с февраля по май. В других источниках указывается промежуток с октября по июль, что вероятно связано с доступностью фруктов. Возможно, птицы откладывают яйца круглый год. Голуби моногамны и образуют постоянные пары. Во время ухаживания они делают небольшие скользящие круги по воздуху, хлопая крыльями, а потом по большой дуге соскальзывают на насест.
Темнохвостый лавровый голубь строит хрупкое гнездо на высоте 1,75—15 м от земли, чаще — 6—8 м, и очень редко на земле. Гнездо строится из веточек самых распространённых деревьев, в основном эрики древовидной (34 %), лавра азорского (19 %), Ilex canariensis (16 %) , Myrica faya (10 %), встречаются веточки калины (Viburnum) и Erica scoparia. Птицы откладывают одно яйцо. В неволе инкубационный период продолжается 18—19 дней, на яйцах сидят оба родителя. Птенцы появляются на свет голыми и беспомощными, покрытыми только нитевидным пухом, но довольно быстро растут. Кормлением птенцов, как и у остальных голубиных, занимаются оба родителя, отрыгивая «птичье молоко», позднее добавляя в него разбухшие семена. Птенцы вылетают из гнезда через 30—35 дней после вылупления, но остаются с родителями ещё какое-то время. Птицы могут иметь два-три выводка и могут использовать гнездо более одного раза.
Основную угрозу гнёздам, особенно в конце года, представляют чёрные крысы (Rattus rattus). На Тенерифе хищники являются причиной 86 % всех неудачных кладок. Анализ четырёх участков на этом острове показал, что период инкубации успешно преодолели 59 % яиц, а из гнезда вылетели 80 % вылупившихся птенцов, общий успех гнездования составил 47 %. На молодых птиц охотятся местные хищники ястреб-перепелятник (Accipiter nisus), обыкновенный канюк (Buteo buteo) и ворон (Corvus corax).
Птицы достигают половозрелости в возрасте одного года, а общая продолжительность жизни голубиных составляет 5—15 лет.

## Эволюция
Учёные полагают, что было три или четыре волны миграции голубей группы Columba palumbus на Канарские острова. Белохвостый лавровый голубь, по-видимому являющийся базальным видом, отделился и переселился на Канарские острова во время миоцена, примерно 25,3—16,8 млн лет назад. Он изначально заселял остров Фуэртевентура, первый из появившихся Канарских островов, и переселялся на другие острова по мере их появления. Темнохвостый лавровый голубь переселился во время «второй волны», случившейся на границе миоцена и плиоцена около 5 млн лет назад. Возможно, в это время на Канарские острова и на Мадейру из Европы переселился общий предок этого голубя и серебристошейного. Археологические находки показали, что белохвостые или темнохвостые лавровые голуби во время голоцена обитали на островах Гран-Канария и Фуэртевентура и служили предметом охоты первых жителей этих островов. По всей видимости, птицы вымерли в восточной части Канарских островов относительно недавно. К последней волне миграции относится переселение Columba palumbus maderensis — подвида вяхиря, обитавшего на Мадейре, вымершего в 1904 году.
Используя другую модель расчёта, учёные относят колонизацию Канарских островов белохвостым лавровым голубем к периоду около 5 млн лет назад, а темнохвостым — 1,5 млн лет назад.

## Систематика
Темнохвостый лавровый голубь был впервые описан британским орнитологом Фредериком Дьюкейном Годманом в 1872 году на основе экземпляра, полученного на острове Тенерифе. Видовое название получил в часть немецкого натуралиста Карла Августа Болле (1821—1909).
Учёные относят темнохвостого лаврового голубя к группе голубей Columba palumbus. Ранее эта группа включала темнохвостого лаврового голубя, серебристошейного голубя (Columba trocaz), белохвостого лаврового голубя (Columba junoniae), конголезского голубя (Columba unicincta) и вяхиря (Columba palumbus), все птицы являются крупными голубями, обитающими в Евразии, с широкой полосой по краю хвоста. Исследования 2009 и 2013 годов расширили группу, поставив под сомнение монофилию голубей с островов Макаронезии. В частности, темнохвостый лавровый голубь не находится в близком родстве с белохвостым лавровым голубем (Канарские острова). Учёные отмечают близкое родство Columba bollii, Columba palumbus и Columba trocaz: в исследовании 2009 года сестринскими видами названы темнохвостый лавровый голубь и вяхирь (серебристошейный голубь не был включён в анализ), а в исследовании 2013 года — темнохвостый лавровый голубь и серебристошейный, вяхирь является сестринским по отношению к этой кладе.